# Ніколаєнко Іван Гнатович
Іва́н Гна́тович Нікола́єнко (1886, місто Луганськ, тепер Луганської області — розстріляний 1937) — український радянський партійний діяч, нарком шляхів сполучення Луганського раднаркому (1918), народний комісар внутрішніх справ УСРР (1923). Член ЦК КП(б)У в листопаді 1920 — грудні 1921 р. і у квітні 1923 — травні 1924 р. Кандидат в члени ЦК КП(б)У в грудні 1921 — квітні 1923 р.

## Життєпис
Народився у 1886 (за іншими даними — у 1881) році. Батько був ковалем. Отримав початкову освіту. У 1894—1899 роках — учень в кузні батька, учень коваля приватної майстерні. У 1899—1901 роках — хлопчик, молотобоєць трубопрокатного цеху Луганського паровозобудівного заводу Гартмана. У 1901—1907 роках — молотобоєць, коваль, ресорник кузні Луганського паровозобудівного заводу Гартмана.
З 1904 року — член соціал-демократичного гуртка у Луганську. Член РСДРП(б) з 1905 року. У 1906 році працював керівником підрайону РСДРП, районним організатором РСДРП у Луганську.
У 1907—1908 роках — служба в російській імператорській армії. У 1908 році працював робітником кустарної майстерні в Луганську. У 1908—1912 роках — робітник Луганського паровозобудівного заводу Гартмана. У 1908—1910 роках — член об'єднаної групи РСДРП і ПСР паровозобудівного заводу Гартмана. У 1912 був цеховим організатором РСДРП паровозобудівного заводу Гартмана.
З 1912 року працював робітником залізничної майстерні у Луганську, де організував більшовицьку групу. Неодноразово був заарештований за революційну діяльність. У 1915—1916 роках — член Луганського комітету РСДРП. Заарештований у липні 1916 року, сидів у в'язниці, потім перебував у Луганську на нелегальному положенні.
У березні 1917 — лютому 1918 року — голова Луганської залізничної Ради робітничих депутатів. У 1917—1918 роках — член Луганської Ради робітничих і солдатських депутатів. У серпні — вересні 1917 року — член Луганського революційного комітету. У вересні 1917 — лютому 1918 року — член Луганського комітету РСДРП(б), очолював робітничий комітет залізничників, один з організаторів червоногвардійських загонів у Луганську.
У березні 1918 року — комісар шляхів сполучення Луганської Ради народних комісарів. У березні — квітні 1918 року — комісар шляхів сполучення РНК Донецько-Криворізької Радянської республіки у Луганську.
У квітні 1918 року втік від німецьких військ у місто Царицин, брав участь в обороні Царицина. У квітні — червні 1918 року — на відповідальній роботі в Донській області. У червні — серпні 1918 року — заступник голови Надзвичайної комісії (ЧК) Північнокавказького фронту у Царицині. У серпні — грудні 1918 року — заступник голови Царицинської губернської Надзвичайної комісії (ЧК).
У грудні 1918 — 1919 року — комісар шляхів сполучення РНК Луганського району. У лютому — березні 1919 року — член Колегії Всеукраїнської Надзвичайної комісії (ВУЧК).
У березні — травні 1919 року — голова Донецького губернського виконавчого комітету в місті Луганську, у червні 1919 року вибирався головою Луганського повітового виконавчого комітету. Одночасно, у березні — червні 1919 року — член Бахмутського губернського комітету КП(б)У. У травні 1919 року — заступник голови, а у травні — серпні 1919 року — голова Донецької губернської Надзвичайної комісії (ЧК). У серпні 1919 року евакуювався у місто Харків, а потім у Тамбов. У грудні 1919 — січні 1920 року — голова Тамбовської губернської Надзвичайної комісії (ЧК).
У лютому — вересні 1920 року — голова Донецької губернської Надзвичайної комісії (ЧК) та член президії Донецької губернської Ради Народного господарства. У вересні — листопаді 1920 року — заступник голови Донецького губернського виконавчого комітету, виконувач обов'язків голови Донецького губвиконкому.
У грудні 1920 — жовтні 1921 року — голова Волинського губернського революційного комітету. У жовтні 1921 — листопаді 1922 року — голова Волинського губернського виконавчого комітету.
У вересні—грудні 1923 — народний комісар внутрішніх справ УСРР, член Колегії НКВС УСРР. У цей час підтримував прихильників «робітничої опозиції». Закінчив курси марксизму при ЦК КП(б)У.
У лютому 1924 — вересні 1926 року — керуючий Українського махоркового тресту. У вересні 1926 — березні 1927 року — член правління махоркового синдикату у Москві. У 1926—1927 роках — «троцькіст», але у 1927 році відійшов від опозиції.
У березні — жовтні 1927 року — заступник голови правління соляного синдикату. У жовтні 1927 — 1930 роках — голова правління консервного синдикату в Москві. У 1930 році рішенням Краснопресненської районної Контрольної Комісії міста Москви виключений з ВКП(б) і знятий з відповідальної роботи, але рішенням Московської Контрольної Комісії від 17 травня 1930 року відновлений у партії.
У вересні 1930 — вересні 1931 року — керуючий Московського відділу Всесоюзного об'єднання Союзкокс. У вересні 1931 — січні 1932 року — начальник будівництва Губахинського коксохімічного заводу Пермського краю. У січні — лютому 1932 року — керуючий Московської контори Всесоюзного об'єднання Союзкокс. У квітні 1932 — 1933 роках — заступник начальника будівництва Дербентського азото-тукового комбінату Дагестанської АРСР.
У 1933—1934 роках — комерційний директор тресту «Газоочищення». У 1934 — січні 1935 року — керуючий тресту «Газоочищення» у Москві.
20 січня 1935 заарештований у справі «Московської контрреволюційної організації», виключений із ВКП(б). Йому інкриміновано «членство в підпільній контрреволюційній групі „робітничої опозиції“, „…різку контрреволюційну критику політики партії і радянської влади, вироблення власних контрреволюційних настановлень, які розповсюджувалися серед своїх прихильників у Москві і на периферії“».
14 квітня 1935 постановою Особливої наради при НКВС СРСР засуджений до п'яти років ув'язнення.
У листопаді 1937 за сфабрикованим обвинуваченням у підготовці терористичних актів проти керівників партії і «радянського уряду» постановою «трійки» Управління НКВС по Челябінській області РРФСР засуджений до смерті та страчений.
Реабілітований посмертно 1965 року.
Автор спогадів «Революционное движение в Луганске» — 1926.